# Stade Herman Vanderpoorten
 (août 2024).
Le stade Herman Vanderpoorten, du nom de l'ancien ministre et bourgmestre de Lierre, est un stade de football belge situé à Lierre. Ce stade de 14 538 places accueille les matchs à domicile du Lierse Kempenzonen qui succède au défunt Lierse SK.
Le stade est communément nommé le Lisp parce qu'il est situé  dans le quartier de Lisp ainsi que sur la chausée du même nom.